# フェネストラリア属
フェネストラリア属（フェネストラリアぞく、学名：Fenestraria）は、ハマミズナ科に属する属の一つ。群玉（ぐんぎょく、学名：Fenestraria rhopalophylla）1種を含む単型属である。ナミビアおよび南アフリカに自生する多肉植物であり、メセン類の一つとして日本でも栽培される。

## 形態
植物体は葉を基部から複数個出す。葉序は対生。幼個体では葉は2–3枚であるが、大きくなると植物体は直径 15 cm（センチメートル）に達する。葉基は長さの1/3以下の領域が合着する。
葉は棍棒状（太棒状、円柱形）の多肉葉である。葉の頂端は球面状となり、そこに半透明の窓（レンズ）を持つ。この部分は同化組織を欠く。生育期の姿は同じく窓を持つフリチア属 Frithia と類似するが、冬型の本属に対してフリチア属は夏型の多肉植物であり、窓以外の形質は共有しない。
この多肉葉は単面葉であり、向軸面と背軸面の区別を欠く。この特有の単面葉の形成過程が研究されており、向背軸極性は原基の初期発達段階で確立され、その後の中心維管束の分化過程では維持されることが分かっている。この中心維管束は、木部が向軸側、篩部が背軸側に配置される形で形成される。そのため基部では両面性を維持するが、葉の頂端部では向軸側のアイデンティティを喪失することで極性の発現が失われ、全体が背軸側のアイデンティティを持つようになっていると考えられている。
花は単生する。花被は単輪で、萼は明瞭であるが、花冠（花弁）を欠く。その代わりに花弁状の仮雄蕊を持つ。花被の基部は萼筒を形成する。花期は秋から冬。花色は、基亜種の群玉は白色、五十鈴玉は黄色である。特に五十鈴玉の色合いは黄色から橙色の間で様々に変化する。柱頭は10–11本。
染色体数は 2n = 18。

## 分布と生態

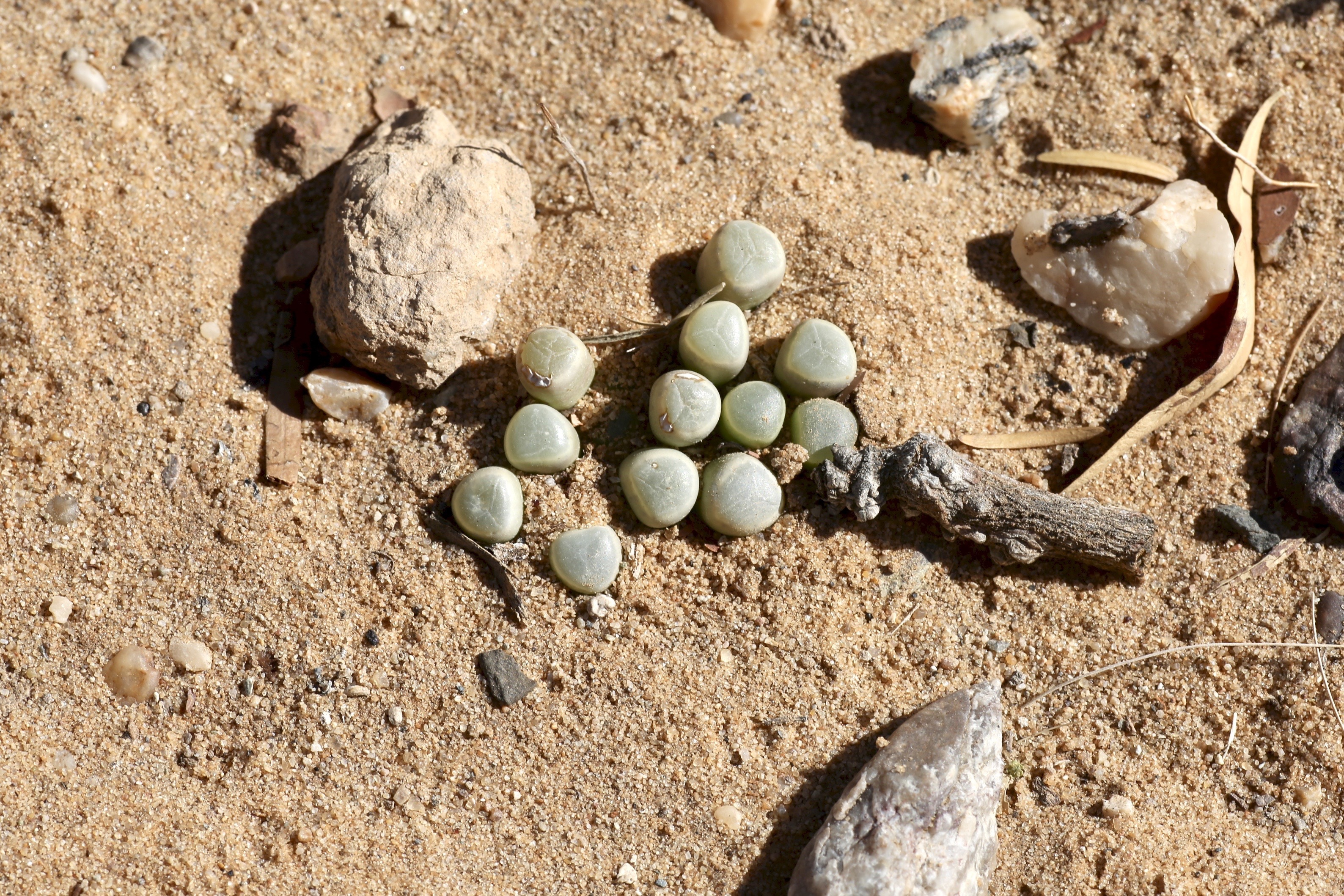
自生地の砂の中に埋没するフェネストラリア。ナミビア、センデリングスドリフにて。

南アフリカ北ケープ州のナマクアランドからナミビアにかけて生息する。分布の北端はナミビアのリューデリッツ周辺で、白花の基亜種である群玉が見られる。オレンジ川流域より南の南アフリカでは、ポート・ノロスやマクドゥーガルズ・ベイ、そこから 75 km 程度南の Samson's Bak などに個体群が見られる。この地域は冬に降雨し、年間降水量が 100 mm（ミリメートル）程度である。海から 40 km 以上内陸には分布しないとされる。沿岸部の自生地は、寒流であるベンゲラ海流の影響を受けているため、内陸に比べ気温は低く、湿度は高い。
自生地の土壌はきめ細かく柔らかい砂であることも、礫が点在することもある。現地では葉の頂部にある窓だけを地上に出して、土に潜って生育している。Schmucker (1931) の研究によると、窓から入って同化組織に達する光線の強度は 1/4–1/10 に減少するとされる。

## 分類

### 記載と学名
本属の唯一の種である群玉は、1907年にルドルフ・シュレヒターとルートヴィヒ・ディールスによって、メセンブリアンテマム属の1種 Mesembryanthemum rhopalophyllum Schltr. & Diels (1907) として記載された。本属は1925年にニコラス・エドワード・ブラウンによって定期刊行物 The Gardeners' Chronicle, ser. 3, 78 中で、メセンブリアンテマム属から分割され、設立された。ここではメセンブリアンテマム属を細分した属の検索表が記載され、次のように説明された。
Leaves all radical, erect, tufted, club-shaped, convexly truncate and without chlorophyll (green colouring matter) at the apex*; flowers large, showy; stigmas 10–11（葉はすべて根出葉で、直立かつ束生し、棍棒状で、頂端は凸状の切形で葉緑体を欠く。花は大きく、目立つ。柱頭は10–11本。）
属名 Fenestraria は、ラテン語で「窓」を意味する名詞 fenestra に由来する。これは、葉の頂部に透明な窓を持つことによる。種形容語の rhopalophylla は、古代ギリシア語で棍棒を意味する ῥόπαλον (rhópalon) と葉を意味する φύλλον (phúllon, phyllon) の合成語であり、棍棒状の葉を持つことに由来する。亜種の形容語 aurantiaca は、橙色を意味するラテン語形容詞 aurantiacus であり、花色に由来する。

### 上位分類
本属は、ハマミズナ科のルスキア亜科 Ruschioideae、ルスキア連 Ruschieae に置かれる。その中でも、Hartmann (1998) によって、形態情報から Leipoldtia と近縁な群（Leipoldtia group）だとされた。ここにはほかに、Antimima、アルギロデルマ属 Argyroderma、ケファロフィルム属 Cephalophyllum、ケイリドプシス属 Cheiridopsis、Cylindrophyllum、Hallianthus、Jordaaniella、Octopoma、オドントフォルス属 Odontophorus、Ottosonderia、プレイオスピロス属 Pleiospilos、Schlechteranthus、Vanzijlia が含まれた。
Klak et al. (2013) による分子系統解析では、Hartmann (1998) による Leipoldtia group は多系統であることが明らかとなったが、本属はやはり Leipoldtia などとともに単系統群である Leipoldtia clade をなす。Klak et al. (2024) による解析では、2013年の解析では加えられていなかった Jordaaniella のサンプルが追加されたが、そこでは本属は Jordaaniella と姉妹群を形成した。
以下に、Klak et al. (2013) による10個の葉緑体マーカーを用いたベイズ法による合意樹に、Klak et al. (2024) による9個の葉緑体マーカーを用いたベイズ法によって形成された合意樹における Jordaaniella の分岐位置の情報を加えた系統仮説を示す。

|  | Leipoldtia  |
|  |             |
|  | Vanzijlia   |
|  |             |
|  | Hallianthus |
|  |             |

|  | Jordaaniella                   |
|  |                                |
|  | フェネストラリア属 Fenestraria |
|  |                                |

|  | Leipoldtia  |
|  |             |
|  | Vanzijlia   |
|  |             |
|  | Hallianthus |
|  |             |

|  | Jordaaniella                   |
|  |                                |
|  | フェネストラリア属 Fenestraria |
|  |                                |

|  | Leipoldtia  |
|  |             |
|  | Vanzijlia   |
|  |             |
|  | Hallianthus |
|  |             |

|  | Jordaaniella                   |
|  |                                |
|  | フェネストラリア属 Fenestraria |
|  |                                |

|  | Leipoldtia  |
|  |             |
|  | Vanzijlia   |
|  |             |
|  | Hallianthus |
|  |             |

|  | Jordaaniella                   |
|  |                                |
|  | フェネストラリア属 Fenestraria |
|  |                                |

### 下位分類
本属は、フェネストラリア・ロパロフィラ F. rhopalophylla ただ1種が認められる単型属である。この種の下位分類群として、2亜種が認識される。基亜種 F. r. subsp. rhopalophylla は群玉（ぐんぎょく）という流通名で知られる。もう一方の亜種 F. r. subsp. aurantiaca は五十鈴玉（いすずぎょく）と呼ばれる。五十鈴玉はかつては独立種 フェネストラリア・アウランティアカ Fenestraria aurantiaca N.E.Br. (1927) とされた。
以下、Hassler (2025) に基づく本属の下位分類を示す。
フェネストラリア属 Fenestraria N.E.Br. (1925)
- フェネストラリア・ロパロフィラ F. rhopalophylla (Schltr. & Diels) N.E.Br. (1927)
  - 群玉 F. r. subsp. rhopalophylla
  - 五十鈴玉 F. r. subsp. aurantiaca (N.E.Br.) H.E.K.Hartmann (1982)

## 人間との関わり
乾燥地を原産とするメセン類であり、園芸植物として蒐集される。通年で水やりは控えめとし、風通しの良いところで育てられる。高温多湿に弱く、夏は断水し、雨を避けて栽培される。前記の通り多湿に弱いため、日本やイギリスでの栽培では自生地とは異なり深植えは避けられる。また、水のやりすぎや日当たりの悪いところでは徒長して腐りやすい。
冬型の多肉植物で、日本では冬から春にかけての 5–23℃ が生育に適する。5℃未満の極端な寒さは苦手とする。夏は休眠期である。
本属とフリチア属を交配させて雑種を作る試みもあったが、成功していない。